# Repubblica Socialista Cecoslovacca
Repubblica Socialista Cecoslovacca (Československá socialistická republika in ceco e slovacco, ČSSR) è stato il nome ufficiale della Cecoslovacchia dal 1960 fino all'inizio del 1990 (poco dopo la rivoluzione di velluto).
Il nome tradizionale Československá republika (Repubblica cecoslovacca) fu modificato l'11 luglio 1960, quando entrò in vigore la nuova costituzione, come simbolo della "vittoria finale del socialismo" nella nazione, e rimase tale fino alla caduta del socialismo in Cecoslovacchia. Nel 1960 furono cambiati molti altri simboli di Stato.

## Storia
Eccetto per un breve periodo nei tardi anni sessanta (la Primavera di Praga), la nazione fu caratterizzata dall'assenza della democrazia e dalla relativa arretratezza economica in confronto all'Europa occidentale, anche se la sua economia rimase la più avanzata degli Stati del blocco orientale. Nella sfera religiosa, era ufficialmente promosso e insegnato l'ateismo.
Nel 1969, la Cecoslovacchia divenne una federazione della Repubblica socialista ceca e della Repubblica socialista slovacca; all'interno della federazione furono in gran parte eliminate le disuguaglianze sociali ed economiche esistenti all'interno delle due nazioni. Molti ministeri furono sdoppiati e trasferiti in ognuna delle repubbliche federate, ma la politica centralizzata del Partito comunista limitò gravemente gli effetti della federazione. Il Parlamento federale divenne bicamerale, composto dalla Camera del popolo e dalla Camera delle nazioni.
Gli anni settanta videro l'ascesa del movimento dissidente in Cecoslovacchia, rappresentato (tra gli altri) da Václav Havel. Il movimento cercò maggiore partecipazione politica ed espressioni di disapprovazione ufficiale, che fecero sì che il movimento fosse bandito e addirittura passibile di prigione.
Nel 1989 il Paese divenne una nazione democratica attraverso la rivoluzione di velluto. Nel 1992 il parlamento federale approvò la dissoluzione della Cecoslovacchia: la federazione fu divisa in Repubblica Ceca e Slovacchia dal 1º gennaio 1993.

## Geografia
Stati confinanti: Germania Ovest, Germania Est, Polonia, Unione Sovietica, Ungheria, Austria.

## Geografia antropica

### Suddivisioni amministrative
- 1960–1992: 10 regioni (kraje), Praga, e (dal 1970) Bratislava; divise in 109–114 distretti (okresy); i kraje furono aboliti temporaneamente in Slovacchia dal 1969 al 1970 e le loro funzioni furono diminuite dal 1991; inoltre, nel 1969 furono stabilite la repubblica socialista ceca e la repubblica socialista slovacca.

## Politica
Il monopolio sulla politica era mantenuto dal Partito Comunista di Cecoslovacchia. Gustáv Husák fu eletto primo segretario del KSČ nel 1969 (e nominato segretario generale nel 1971) e Presidente della Cecoslovacchia nel 1975. Esistettero anche altri partiti e organizzazioni, ma funzionarono con ruoli subordinati al KSČ. Tutti i partiti politici, come anche le organizzazioni di massa, si unirono nel Fronte Nazionale della Repubblica socialista cecoslovacca. Furono severamente repressi gli attivisti dei diritti umani e quelli religiosi.

## Economia
Dopo la seconda guerra mondiale, l'economia fu pianificata a livello centrale, con i centri nevralgici del potere controllati da esponenti del partito comunista, in modo simile a quanto avveniva in URSS. L'industria prevalente era quella metallurgica, ma dipendeva fortemente dalle importazioni di ferro.
Negli anni 1950, la Cecoslovacchia ha sperimentato un'elevata crescita economica (in media il 7% all'anno), che ha permesso un aumento sostanziale dei salari e degli standard di vita, promuovendo così la stabilità del regime.

### Industria
L'industria manifatturiera dominava il settore, ma gli altri settori maggiori erano quello dei macchinari, della chimica, della produzione alimentare, della metallurgia e del tessile. Le industrie sprecavano grandi quantità di merce e di energia, e utilizzavano tecnologie arretrate, pur essendo le più sviluppate dei Paesi del blocco comunista.

### Agricoltura
L'agricoltura occupava una fetta minore dell'economia cecoslovacca, ma riusciva a produrre il necessario per i bisogni alimentari. Era autosufficiente nella produzione di alimenti.

### Commerci internazionali
Le esportazioni ammontavano a 17,8 miliardi di dollari nel 1985, di cui il 55% era costituito da macchinari, il 14% da carburante e materiali, il 16% di merci finite. Le importazioni ammontavano a 17,9 miliardi di dollari, di cui il 41% era di carburante, il 33% di macchinari, il 12% di merci agricole e forestali. Nel 1986 circa l'80% dei commerci con l'estero avveniva con Paesi comunisti.

### Tasso di cambio
Il tasso ufficiale del cambio tra la corona cecoslovacca e il dollaro statunitense era di 5,4 Kčs per 1$ nel 1987; il tasso turistico era invece quello di 10,5 Kčs per 1$. Ancora diverso era il tasso di cambio sul mercato nero: 30 Kčs per 1$, e questo divenne il tasso ufficiale una volta che la valuta divenne convertibile all'inizio degli anni novanta.

## Risorse
Dopo la seconda guerra mondiale la nazione, a corto di fonti di energia, si affidò all'importazione del petrolio grezzo e del gas naturale dall'Unione Sovietica, e alla produzione interna carbone e dell'energia idroelettrica e nucleare.

## Religione
Nel 1991 la composizione religiosa era: 24,4% di cattolici romani, 5,3% di luterani evangelici e 29,5% di atei; c'erano tuttavia grandi differenze tra le due repubbliche costituenti.

## Mass media
I mass media in Cecoslovacchia erano controllati dal Partito Comunista (KSČ). Era proibita la proprietà privata di qualsivoglia società di trasmissione o di comunicazione, anche se le chiese e altre organizzazioni pubblicarono alcuni periodici e giornali. Anche con questo monopolio dell'informazione, tutte le pubblicazioni erano esaminate e corrette dall'Agenzia per la Stampa e l'Informazione del governo.

## Capi di Stato e di governo
- Presidenti della Cecoslovacchia
- Primi ministri della Cecoslovacchia

## Accordi internazionali e partecipazione
La Cecoslovacchia partecipava attivamente al Comecon (Mutua Assistenza Economica dei Paesi del Blocco orientale), al Patto di Varsavia, alle Nazioni Unite e alle sue agenzie speciali. Lo Stato fu firmatario dell'Organizzazione per la sicurezza e la cooperazione in Europa.